# Nordvaxskivling
Nordvaxskivling (Hygrophorus secretanii) är en svampart som tillhör divisionen basidiesvampar, och som beskrevs av Henning. Nordvaxskivling ingår i släktet Hygrophorus, och familjen Hygrophoraceae. Arten är reproducerande i Sverige.